# Allison Scagliotti-Smith
Allison Glenn Scagliotti-Smith (Monterey, California, Estados Unidos, 21 de septiembre de 1990) es una actriz y cantante estadounidense conocida por participar en series de televisión como Warehouse 13, Drake & Josh o One Tree Hill. Es miembro de la banda goth-pop La Femme Pendu.
Allison ahondó en su primer papel importante y dramático en el corto independiente Redemption Maddie.
Es prima-hermana del profesional en Wake Boarder Alex Scagliotti y también prima-hermana de Kevin Pfeffer, cantante/compositor/guitarrista de los "Five Minutes to Freedom".

## Biografía
Allison Scagliotti nació en Monterey, California, y fue criada por sus dos padres. A la edad de siete años, Allison se mudó a Mandeville, Luisiana, donde más tarde se matriculó en la escuela primaria de Pontchartrain. Allí, se incorporó al Club de Drama y rápidamente se convirtió en una actriz entre sus compañeros, consiguiendo los mejores papeles de las obras escolares y otras interpretaciones locales.
En el 2001, durante una interpretación de drama escolar en una librería local de Barnes & Noble, Myrna Lieberman de la Asociación de Representantes de Talentos se acercó a los padres de Allison y habló de su representación. La familia Scagliotti rápidamente regresó a su ciudad de residencia en California, donde su carrera como actriz infantil comenzó rápidamente. Actuó en comerciales para diversas compañías, y recibió propuestas pequeñas para apariciones únicas de unos pocos programas de televisión. En el 2002, ella desempeñó el papel de Molly Potts en "America's Most Terrible Things", en su primera aparición en cine.
En el año (2009) aparece en el octavo capítulo de la novena temporada de Smallville como "Jayna", la melliza que utiliza poderes y se convierte en cualquier tipo de animal.

## Filmografía
| Películas         | Películas                       | Películas        | Películas |
| Año               | Título                          | Personaje        | Notas |
| ----------------- | ------------------------------- | ---------------- | --- |
| 2002              | America's Most Terrible Things  | Molly Potts      | |
| 2003              | Once Around the Park            | Rose Wingfield   | Película de TV |
| 2004              | Back When We Were Grownups      | Emmy             | Película de TV |
| 2006              | The TV Set                      | Bethany          | |
| 2006              | Redemption Maddie               | Maddie Clifford  | |
| 2006              | Read It and Weep                | Sawyer Sullivan  | Película de TV |
| 2007              | Drake & Josh: Really Big Shrimp | Mindy Crenshaw   | Película de TV |
| 2008              | Merry Christmas, Drake & Josh   | Mindy Crenshaw   | Película de TV |
| 2009              | My Name is Jerry                | Trisha           | |
| Televisión        |                                 |                  | |
| Año               | Título                          | Personaje        | Notas |
| 2004—2007         | Drake & Josh                    | Mindy Crenshaw   | Personaje recurrente, serie de TV Nickelodeon                                                                                      |
| 2009—2014         | Warehouse 13                    | Claudia Donovan  | Personaje principal |
| 2015—2016         | Stitchers                       | Camille Engelson | personaje principal, serie de TV Freeform                                                                                          |
| 2016              | The Vampire Diaries             | Georgie          | Personaje recurrente, serie de TV The CW                                                                                           |
| Estrella Invitada |                                 |                  | |
| Año               | Título                          | Personaje        | Notas |
| 2004              | Grounded for Life               | Kristen          | 2 episodios: "Racketman" y "You're So Vain"                                                                                        |
| 2004              | Joint Custody                   | Meg              | |
| 2005              | Zoey 101                        | Stacy            | "Backpack" (episodio 10, temporada 1)                                                                                              |
| 2006              | ER                              | Josie Weller     | "Heart of the Matter" (episodio 6, temporada 13)                                                                                   |
| 2006              | One Tree Hill                   | Abby Brown       | 3 episodios: "With Tired Eyes, Tired Minds, Tired Souls, We Slept" "You Call It Madness, But I Call It Love" y "The Runaway Found" |
| 2008              | Gemini Division                 | Hera Theophilus  | 4 episodios: "Manwich to Go" "Toy Soldiers" "La Mujer Dormida" y "Smart Cows"                                                      |
| 2009              | CSI: Crime Scene Investigation  | Jemma            | "Deep Fried and Minty Fresh" (episodio 13, temporada 9)                                                                            |
| 2009              | Party Down                      | Taylor Stiltskin | "Taylor Stiltskin Sweet Sixteen" (episodio 6, temporada 1)                                                                         |
| 2009              | Mental                          | Heather Masters  | "House of Mirrors" (episodio 8, temporada 1)                                                                                       |
| 2009              | Smallville                      | Jayna            | "Idol" (Episodio 8, temporada 9)                                                                                                   |
| 2013              | Bones                           | Gil              | "The Maiden in the Mushrooms" (episodio 21, temporada 8)                                                                           |

## Premios

### BendFilm Festival
| Año  | Premio            | Categoría    | Película          | Resultado |
| 2007 | Premio del Jurado | Mejor Actriz | Redemption Maddie | Ganadora  |